# Deutsche Badminton-Mannschaftsmeisterschaft 1970/71
Die Deutsche Badminton-Mannschaftsmeisterschaft 1970/71 bestand aus einer regionalen Ligenrunde, auf welche die Endrunde in Turnierform folgte, welche am 8. und 9. Mai 1971 in München stattfand. Aus den zwei Gruppen qualifizierten sich die Erstplatzierten für das Finale. Meister wurde der 1. BV Mülheim, welcher im Endspiel den MTV München von 1879 knapp mit 5:3 besiegte.

## Gruppenphase

### Gruppe 1
- 1. 1. BV Mülheim
- 2. PSV Grün-Weiß Wiesbaden
- 3. PSV Rosenheim
- 3. TuS Wunstorf

### Gruppe 2
- 1. MTV München von 1879
- 2. 1. BC Beuel
- 3. SV Helios Berlin
- 4. TuS Wiebelskirchen

## Finale
1. BV Mülheim – MTV München 5:3

## Endstand
- 1. 1. BV Mülheim
(Gerhard Kucki, Horst Lösche, Karl-Heinz Garbers, Kurt Link, Karin Dittberner, Karin Schäfers, Karin aus dem Siepen)
- 2. MTV München von 1879
(Franz Beinvogl, Erich Eikelkamp, Siegfried Betz, Günter Ledderhos, Anke Betz, Inge Mönch)
- 3. PSV Grün-Weiß Wiesbaden
(Hugo Wilmes, Torsten Winter, Jürgen Stock, Rosel Drolsbach, Herma Aliari)
- 3. 1. BC Beuel
(Manfred Merz, Roland Maywald, Karl Weiland, Alfred Kreutzberg, Marieluise Wackerow, Gunhild Scholz)
- 5. SV Helios Berlin
- 5. PSV Rosenheim
- 7. TuS Wiebelskirchen
- 7. TuS Wunstorf